# والتر زاوال
والتر زاوال (انگلیسی: Walter Sawall؛ ۱۸ ژوئیه ۱۸۹۹ – ۳۱ ژانویه ۱۹۵۳) ورزشکار دوچرخه‌سواری اهل آلمان بود.
وی در مسابقات کشوری و بین‌المللی در مجموع برندهٔ ۲ مدال طلا، ۱ مدال نقره، ۱ مدال برنز شده‌است.